# Хараданахаллі Додде Деве Ґовда
Хараданахаллі Додде Деве Ґовда (каннада ಹರದನಹಳ್ಳಿ ದೊಡ್ಡೇಗೌಡ ದೇವೇಗೌಡ; нар. 18 травня 1933) — індійський державний і політичний діяч, прем'єр-міністр країни у 1996—1997 роках.

## Кар'єра
Політичну кар'єру розпочав у лавах Індійського національного конгресу (ІНК), однак згодом перейшов на більш лівацькі позиції. Упродовж тривалого часу був членом Асамблеї штату Карнатака. Після перемоги 1994 року на виборах став головним міністром того ж штату. 1 червня 1996 року очолив індійський уряд, представивши Об'єднаний фронт (коаліція 13 центристських і лівих партій) за підтримки ззовні з боку ІНК. Втративши підтримку останнього, кабінет Хараданахаллі Додде Деве Ґовди пішов у відставку.